# Aulakogen
Aulakogen – wielki, zwykle nieczynny geologicznie rów tektoniczny na platformie kratonu. Aulakogeny można traktować jako nieaktywną, kopalną formę ryftu.
Termin wprowadzony przez Nikołaja Szatskiego w roku 1946. 

## Tło tektoniczne
Skorupa ziemska jest rozciągana w wielu miejscach kuli ziemskiej. Gdy rozciąganie następuje na dnie oceanicznym, w miejscu osłabienia formuje się grzbiet śródoceaniczny i powstaje strefa ryftu; gdy natomiast siły rozciągające wystąpią pod kontynentem, następuje proces ryftowania. O ile więc rozciąganie relatywnie cienkiej skorupy oceanicznej szybko powoduje pojawienie się na powierzchni magmy, gruba skorupa kontynentalna może być rozciągana przez miliony lat, zanim dojdzie do spektakularnych epizodów wulkanicznych. Występuje zamiast tego długotrwała, relatywnie mało intensywna aktywność sejsmiczna i wulkaniczna. Rozciąganie skorupy powoduje obniżanie się terenu, który formuje szerokie zapadlisko ograniczone z obu stron siecią uskoków normalnych. Gdy takie zapadlisko jest obecnie aktywne tektonicznie, określamy je jako ryft; gdy zaś obserwujemy formę nieczynną od wielu milionów lat, zniekształconą przez późniejsze wydarzenia geologiczne lub przysypaną znaczną ilością osadów: używamy pojęcia aulakogen lub paleoryft (kopalny ryft). Dadlez i Jaroszewski definiują aulakogeny po prostu jako "kopalne ryfty o zakończonym (albo lepiej zatrzymanym) rozwoju".

## Powstawanie i odmiany aulakogenów
Powstawanie aulakogenów – jak i wszelkich innych form związanych z siłami rozciągającymi – następuje najczęściej w miejscach, gdzie skorupa jest najcieńsza i tym samym najbardziej podatna na deformacje. Z tego względu aulakogeny postępują zazwyczaj z brzegów kratonu (czyli "jądra" kontynentalnego), w miarę rozwoju sięgając coraz dalej w jego głąb. Gdy rozwijające się w ten sposób zapadlisko zostanie unieczynnione – np. ustaną pochodzące z głębi Ziemi siły rozciągające – brzeg kratonu zostanie tylko "nadgryziony", a powstała w ten sposób forma nosi nazwę aulakogenu ślepego. Gdy proces rozciągania będzie trwał nadal, a zwłaszcza, gdy dwa wcinające się z przeciwnych stron aulakogeny spotkają się w środku kratonu, powstaje aulakogen przecinający.

## Cechy strukturalne
Aulakogen jest bardzo głęboko zakorzeniony w głąb kuli ziemskiej. Osady w centralnej części aulakogenu dnieprowsko-donieckiego mają miąższość ok. 18 km. Aulakogen stanowi formę nieczynną geologicznie: w przeciwieństwie więc do ryftów, nie występuje obecnie w jego obrębie aktywność sejsmiczna czy wulkaniczna. Nie zaznacza się też podwyższony gradient termiczny, czyli nadspodziewanie szybki wzrost temperatury z głębokością, spowodowany ścienieniem skorupy i podsuwaniem się gorącej astenosfery.
Podstawową cechą strukturalną aulakogenu jest oczywiście obniżenie terenu: bezpośredni skutek rozciągania skorupy ziemskiej. Z tego względu rozwijają się często wzdłuż zapadliska systemy rzeczne, co wpływa na charakter osadów znajdowanych w aulakogenach: są to więc skały grubookruchowe, przechodzące w osady rzeczne (zlepieńce, fanglomeraty), a następnie drobnookruchowe osady morskie, jako że brzeg kratonu często oznacza granicę lądu i morza. Ponieważ zaś aulakogen jest formą starą w geologicznej skali czasu, osady te mogą ulec wtórnej deformacji, sfałdowaniu, procesom metamorficznym itp.